# Quena (Egipto)
Quena, o Qina (en árabe قنا), es una ciudad del Alto Egipto, la capital de la gobernación de Qina.
La ciudad está situada en la ribera oriental del río Nilo, próxima a Dendera, y unos 70 km al norte de Luxor.
Su población es de 171.275 habitantes (2006).

## Historia
Qina era conocida como Kaine durante el período greco-romano.

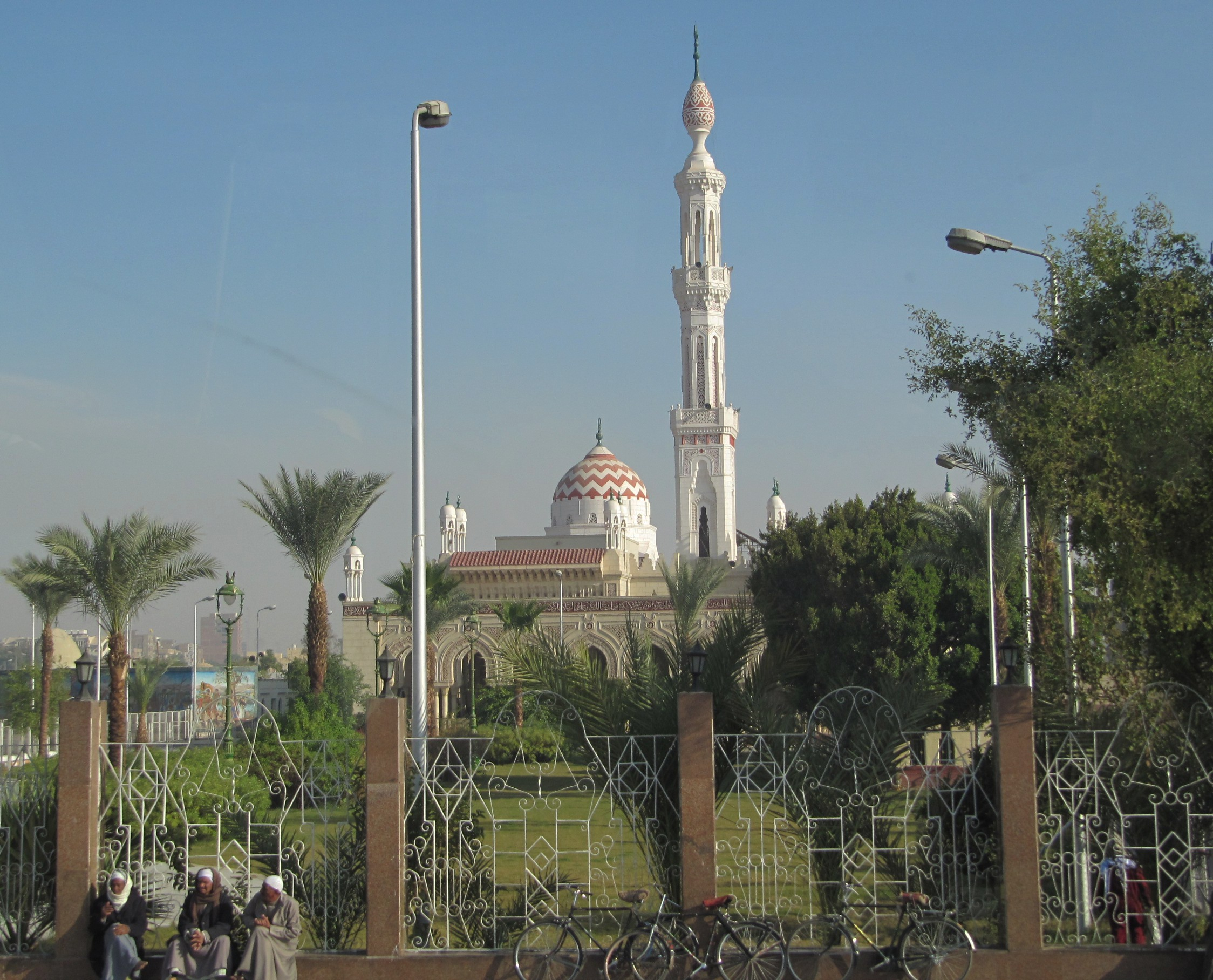
La mezquita de Qina

La ciudad tiene una importante herencia islámica y una famosa mezquita. El magrebí Abd el-Rahim se afincó en Qina a su vuelta de La Meca y fundó un centro sufí. A su muerte, en 1195, fue construida una mezquita sobre su tumba y se convirtió en lugar del peregrinaje.
Debe su actual prosperidad a la apertura de una importante carretera que enlaza el Alto Egipto y el mar Rojo por Uadi Qina.

## Turismo
La ciudad también es conocida por su proximidad a las ruinas del templo de Dendera.